# Arapovac (Lazarevac)
Pour les articles homonymes, voir Arapovac.
Arapovac (en serbe cyrillique : Араповац) est un village de Serbie situé dans la municipalité de Lazarevac et sur le territoire de la Ville de Belgrade. Au recensement de 2011, il comptait 644 habitants.

## Géographie

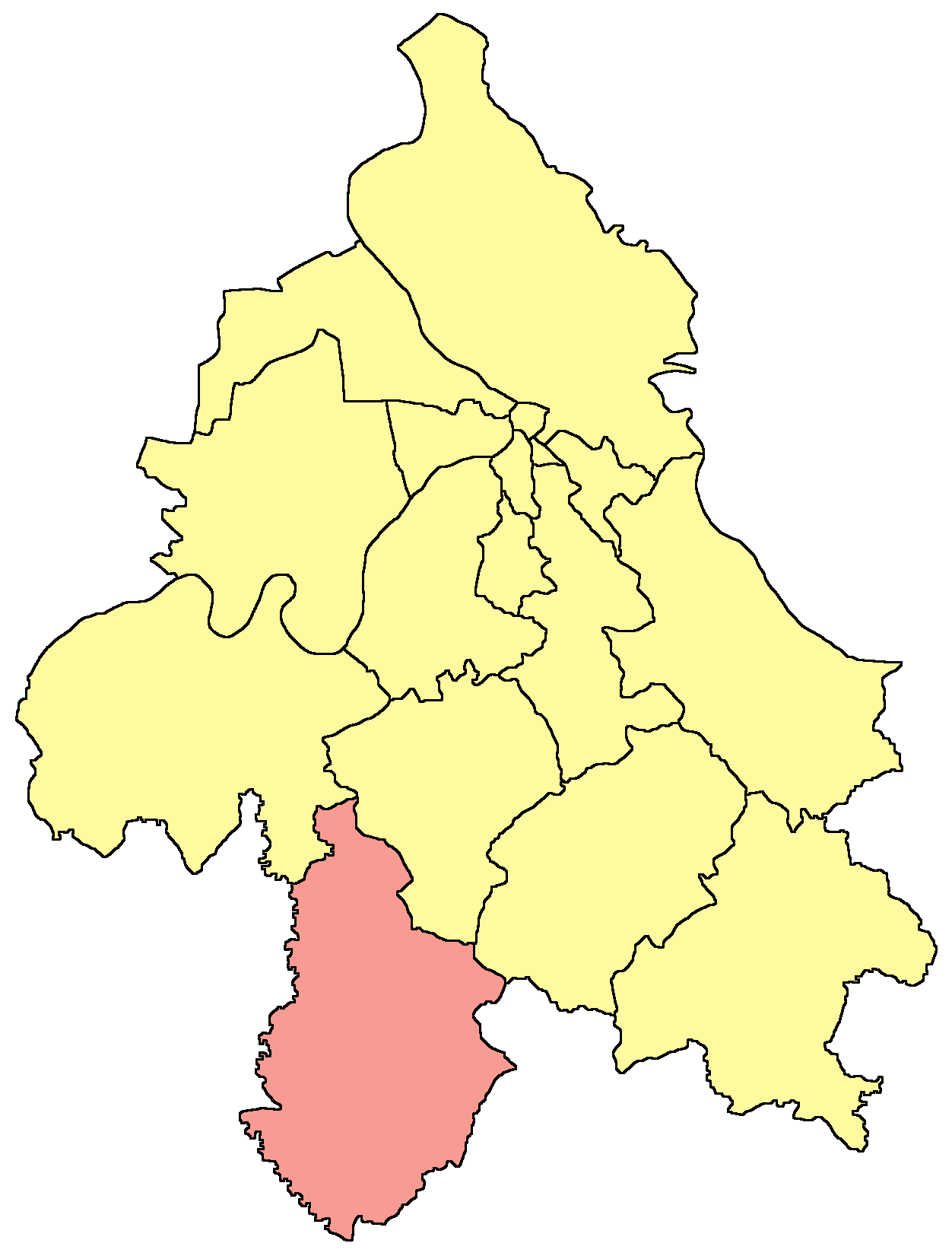
Localisation de la municipalité de Lazarevac dans la Ville de Belgrade

Arapovac est situé au nord-est de Lazarevac.

## Démographie

### Évolution historique de la population
| 1948  | 1953  | 1961  | 1971 | 1981 | 1991 | 2002 | 2011 |
| ----- | ----- | ----- | ---- | ---- | ---- | ---- | ---- |
| 1 004 | 1 032 | 1 020 | 861  | 825  | 830  | 754  | 644  |

|  |

### Données de 2002
Pyramide des âges (2002)
En 2002, l'âge moyen de la population était de 40,6 ans pour les hommes et 42,2 ans pour les femmes.
Répartition de la population par nationalités (2002)
En 2002, les Serbes représentaient 98,80 % de la population.

### Données de 2011
En 2011, l'âge moyen de la population était de 45,2 ans, 42,3 ans pour les hommes et 48 ans pour les femmes.

## Éducation
L'école élémentaire Slobodan Penezić Krcun de Junkovac possède une antenne à Arapovac.